# 谢尔比·坎农
谢尔比·坎农（英語：Shelby Cannon，1966年8月19日—），生于密西西比州哈蒂斯堡，美国男子网球运动员，毕业于田纳西大学。他曾获得美国网球公开赛混合双打冠军。